# The Muppets at Walt Disney World
The Muppets at Walt Disney World is een televisiefilm uit 1990 waarin Jim Hensons Muppets het Walt Disney World Resort bezoeken. Het was het laatste Muppet-project waaraan Jim Henson werkte voor zijn dood op 16 mei van dat jaar. De special werd voor het eerst uitgezonden op 6 mei 1990 op de Amerikaanse zender NBC.
In de special sluipen de Muppets langs beveiliger Quentin Fitzwaller (Charles Grodin) Walt Disney World in, waarna Fitzwaller de achtervolging inzet. De verschillende Muppets volgen alleen of in groepjes hun weg door het park en komen desondanks tezamen aan bij het kantoor van Mickey Mouse, waar zij met zijn allen de diepere betekenis bespreken van het Disney-lied "When You Wish Upon a Star" en het Muppet-nummer "The Rainbow Connection".

## Poppenspelers
| Acteur              | Personage |
| ------------------- | --------- |
| Jim Henson          |           |
| Kermit de Kikker    |           |
| Rowlf               |           |
| Dr. Teeth           |           |
| Link Hogthrob       |           |
| Swedish Chef        |           |
| Waldorf             |           |
| Frank Oz            |           |
| Miss Piggy          |           |
| Fozzie Bear         |           |
| Animal              |           |
| Dave Goelz          |           |
| Gonzo               |           |
| Dr. Bunsen Honeydew |           |
| Beauregard          |           |
| Zoot                |           |
| Jerry Nelson        |           |
| Camilla             |           |
| Emily Bear          |           |
| Robin de Kikker     |           |
| Floyd Pepper        |           |
| Richard Hunt        |           |
| Beaker              |           |
| Janice              |           |
| Scooter             |           |
| Statler             |           |
| Steve Whitmire      |           |
| Bean Bunny          |           |
| Rizzo               |           |
| Foo-Foo             |           |
| Lips                |           |
| Kevin Clash         | Clifford  |

## Overige acteurs
- Wayne Allwine als de stem van Mickey Mouse
- Charles Grodin als Quentin Fitzwaller
- Raven-Symoné als jong meisje